# Grammostola
Grammostola là một chi nhện trong họ Theraphosidae. Chi này phân bố ở Nam Mỹ.

## Các loài
Chi này gồm các loài:
- Grammostola actaeon (Pocock, 1903)
- Grammostola alticeps (Pocock, 1903)
- Grammostola andreleetzi Vol, 2008
- Grammostola anthracina (C. L. Koch, 1842)
- Grammostola borelli (Simon, 1897)
- Grammostola burzaquensis Ibarra, 1946
- Grammostola chalcothrix Chamberlin, 1917
- Grammostola doeringi (Holmberg, 1881)
- Grammostola fossor Schmidt, 2001
- Grammostola gossei (Pocock, 1899)
- Grammostola grossa (Ausserer, 1871)
- Grammostola iheringi (Keyserling, 1891)
- Grammostola inermis Mello-Leitão, 1941
- Grammostola mendozae (Strand, 1907)
- Grammostola monticola (Strand, 1907)
- Grammostola porteri (Mello-Leitão, 1936)
- Grammostola pulchra Mello-Leitão, 1921
- Grammostola pulchripes (Simon, 1891)
- Grammostola rosea (Walckenaer, 1837)
- Grammostola vachoni Schiapelli & Gerschman, 1961